# تلمبة يارالله (صوغان)
تلمبة یارالله (بالفارسية: تلمبه یاراله) هي منطقة سكنية تقع في إيران في قسم صوغان الريفي. يقدر عدد سكانها بـ 123 نسمة .